# Phyprosopus
Phyprosopus is een geslacht van vlinders van de familie spinneruilen (Erebidae), uit de onderfamilie Catocalinae.

## Soorten
- P. basiplaga Walker, 1865
- P. calligrapha Hampson, 1926
- P. callitrichoides Grote, 1872
- P. ergodan Dyar, 1921
- P. intertribulus Dyar, 1921
- P. pallens Barnes & McDunnough, 1911
- P. pardan Dyar, 1921
- P. parthenope Schaus, 1913
- P. tristriga Möschler, 1890